# ماه و خورشید (فیلم ۱۹۶۵)
ماه و خورشید (به هندی: Chand Aur Suraj) فیلمی محصول سال ۱۹۶۵ و به کارگردانی دولال گوها است. در این فیلم بازیگرانی همچون درمندرا، آشوک کومار، تانوجا، نیروپا روی ایفای نقش کرده‌اند.